# Strömvåg

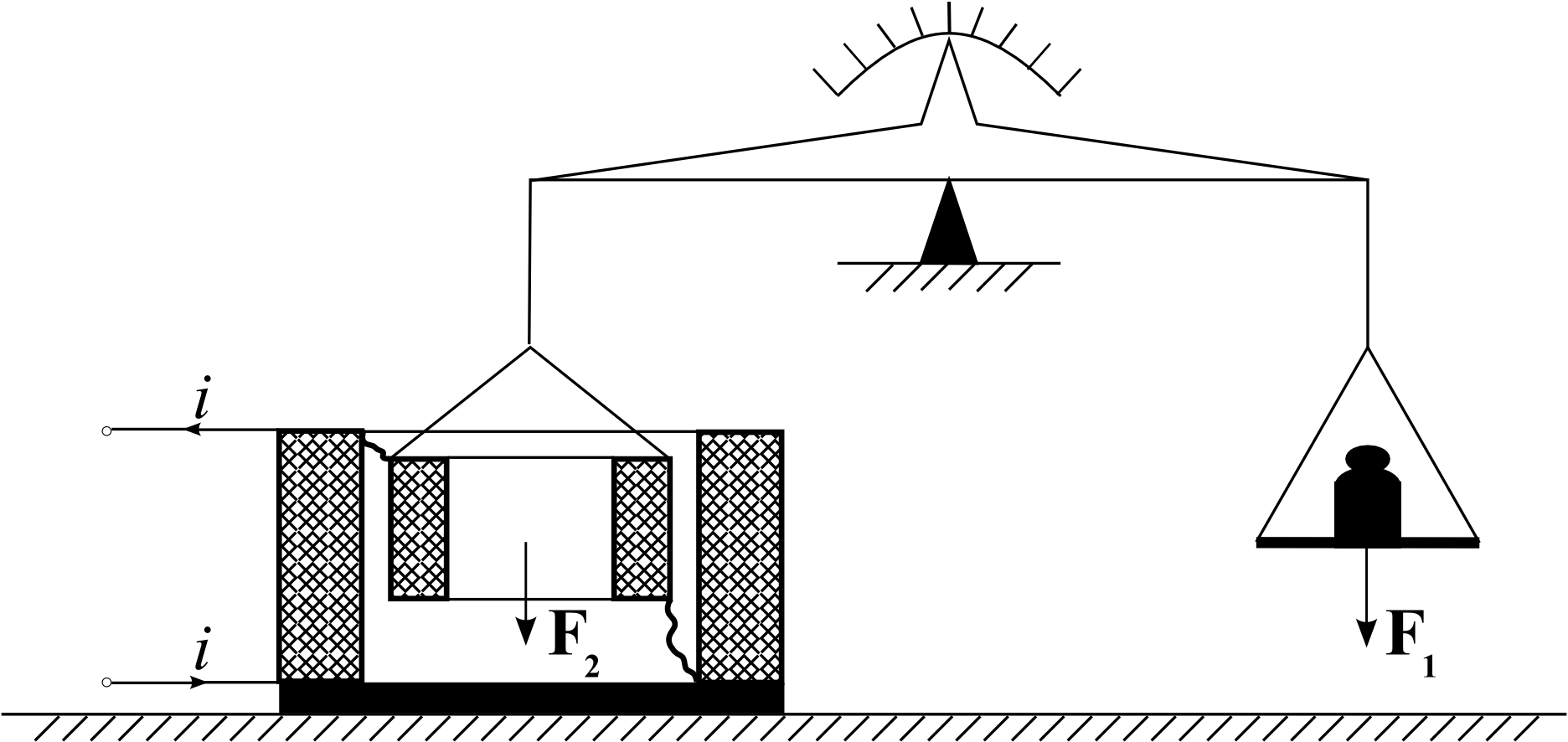
Principskiss av en strömvåg.

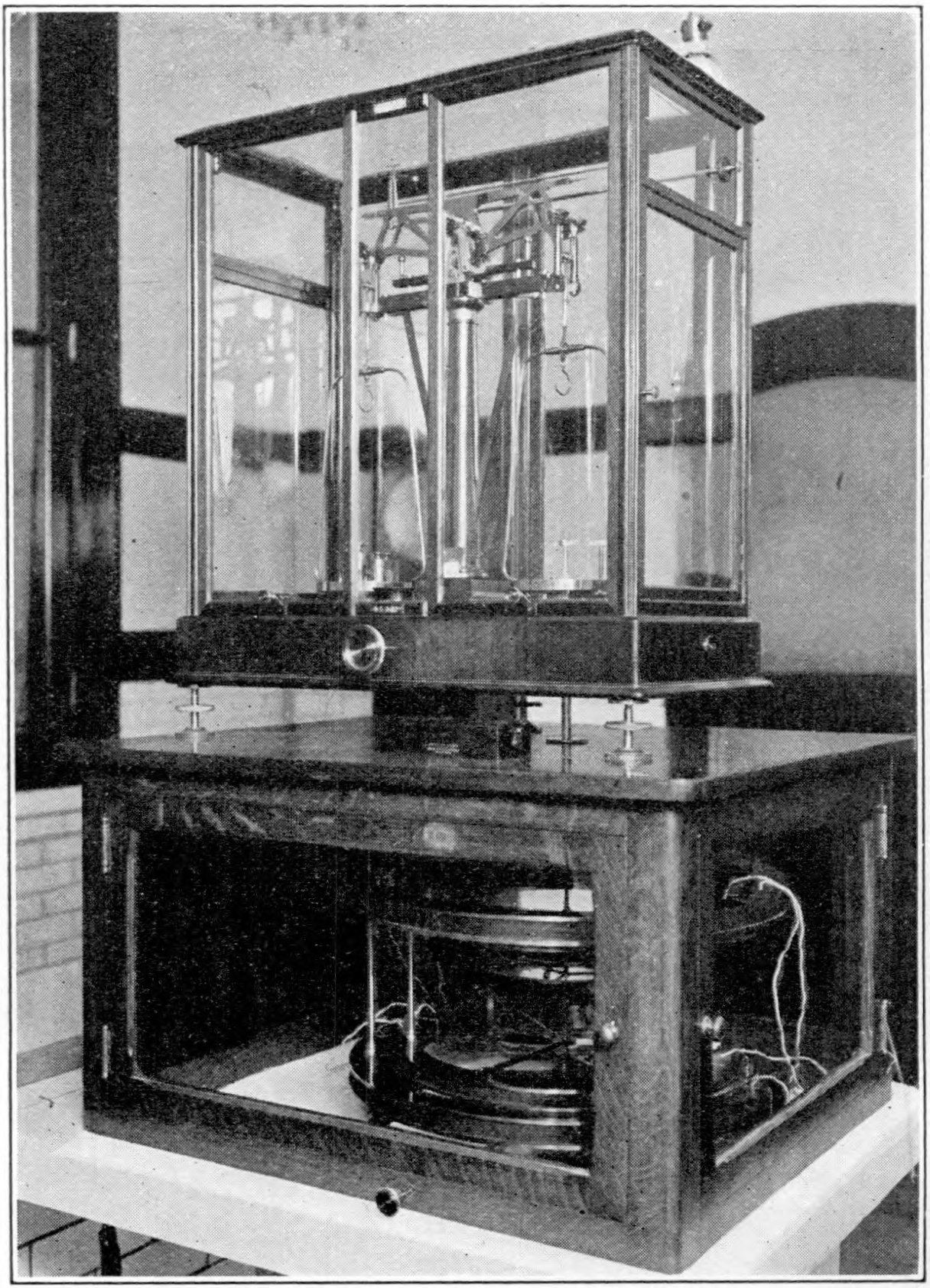
Strömvåg som användes av amerikanska National Bureau of Standards 1927. Notera spolarna (under bänken) som ersätter den högra vågskålen.

En strömvåg är ett elektromekaniskt mätinstrument för att bestämma strömstyrka som i princip består av en balansvåg där man på ena sidan har en vanlig vågskål i vilken man placerar vikter och på den andra sidan har en strömgenomfluten elektrisk ledare i ett magnetfält. Hos precisionsinstrument utgörs såväl ledaren som magneten av spolar. Vågen kan dock i praktiken utfomas på olika sätt.
Strömvågar har använts för att bestämma SI-enheten ampere och en utveckling av strömvågen, kibblevågen (tidigare wattvågen), används sedan 20 maj 2019 för att bestämma SI-enheten kilogram.

## Kelvins strömvåg
1887 konstruerade William Thomson (från 1899 Lord Kelvin) en ny typ av strömvåg (se bilderna nedan) som kom att bli den mest använda. Den består av fyra fast monterade spolar (A1, A2, B1 och B2 i principskissen nedan). A1 och A2 är lindade på samma håll (i förhållande till strömriktningen genom dem) och ger ett magnetfält i samma riktning, medan B1 och B2 är lindade på andra hållet och därför ger ett magnetfält i motsatt riktning. Mellan dessa fyra spolar sitter två spolar, C1 och C2, monterade på en (grön) vågbom. Dessa är lindade på varsitt håll och ger därför magnetfält som är motriktade varandra. I figuren attraheras sålunda den vänstra spolen C1 av B1 och repelleras av A1, medan den högra spolen C2 attraheras av A2 och repelleras av B2, vilket ger upphov till krafterna F1 respektive F2. Alla sex spolarna är seriekopplade så att samma ström flyter genom dem. På vågbommen sitter en (blå) skjutbar vikt (W) och när denna vikt placerats så att vridmomentet från dess tyngd (F3) motverkar vridmomenten från F1 och F2 är vågen i balans och vridmomentet från F1+F2 kan beräknas. Skalan på vågen kan, såklart, graderas direkt i ampere, i stället för hur långt åt höger på bommen vikten skjutits (kvadraten på strömstyrkan är ju proportionell mot produkten av viktens massa och hur långt den flyttats) och genom att byta vikt kan vågens mätområde ändras. Thomson lät tillverka sex olika dimensioner; den minsta för mätområdet 20 till 500 mA, medan den kraftigaste spände över 100 till 2500 A.
"Kelvinvågar" skall inte förväxlas med kelvinvågor.
|  |  |  |